# Jarl Wahlström
Jarl Holger Wahlström, född 9 juli 1918 i Helsingfors, död 3 december 1999 i Helsingfors, var en finländsk predikant och Frälsningsarméns tolfte general (internationella ledare) 1981–86.
Wahlström tog studenten vid svenska samskolan i Uleåborg 1936 och gick Frälsningsarméns internationella officersskola i London 1937–38. Under andra världskriget tjänstgjorde han bland annat som militärpastor. År 1944 ingick han äktenskap med löjtnant Maire Nyberg, och de fick tre barn.
Wahlström tjänstgjorde som officer i många av Frälsningsarméns kårer (församlingar) i Finland samt var aktiv inom ungdoms- och musikarbetet. 
Åren 1968–72 var Wahlström chefsekreterare för Frälsningsarmén i Finland och åren 1972–76 chefsekreterare för Frälsningsarmén i Kanada och Bermuda. Han var ledare för Frälsningsarmén i Finland åren 1976–80 samt ledare (kommendör) för Frälsningsarmén i Sverige under ett knappt år, varpå han år 1981 valdes till general för den världsvida Frälsningsarmén med säte i London.

## Sånger
- I sitt ord oss Herren själv ett löfte giver, sång nr 414 i Frälsningsarméns sångbok 1990 under rubriken "Helgelse" och i Sångboken 1998 som nr 53 (text och musik). Diktad och tonsatt 1969.

## Utmärkelser
- Riddartecknet av Finlands Lejons orden, 1964
- Order of Civil Merit, Muhungwa Medal (Korea), 1983
- Doctor of Humane Letters h.c. (Western Illinois), 1985
- Kommendörstecknet av Finlands Vita Ros orden, 1989